# 布科維察 (倫切-沃格爾斯科市鎮)
布科維察（斯洛維尼亞語： 發音：[ˈbuːkɔʋitsa]），是斯洛維尼亞沿海地區倫切-沃格爾斯科市鎮的村莊及行政中心，位於維帕瓦河下游河谷。

## 教堂與古蹟
聚居地中的堂區教堂是獻給聖勞倫斯，在第一次世界大戰中，村中位置略有不同的老教堂被摧毀後，於1928年重建。它屬於天主教科佩爾教區。
村里有一座第一次世界大戰的軍事公墓，裡面有伊松佐河戰役期間在這段前線上作戰陣亡的奧匈帝國士兵遺骸。埋葬在此地的士兵是來自今烏克蘭科洛梅亞的第24步兵團。

## 外部連結
- Bukovica on Geopedia （页面存档备份，存于）